# Боротьба Птолемеїв за північно-східну Егеїду
Боротьба Птолемеїв за північно-східну Егеїду — пов'язаний із окремими районами поблизу протоки Геллеспонт послідовний ряд епізодів з часів боротьби елліністичних володарів Єгипта зі своїми суперниками.

Карта Егеїди станом на 200 р. до н. е. Егейське узбережжя південно-східної Фракії (позначені Маронея та Ен) та півострів Херсонес Фракійський (навпроти Лампсака та Абідоса) зафарбовані вже як володіння македонського царя Філіппа V (так само як і розташовані південніше Самос та Карія). На мапі також видно згадані у статті острів Лесбос (позначене його найбільше місто Мітилена) та Пергамське царство. Пріапос знаходився дещо на схід від Лампсака

Протягом перших чотирьох десятиліть боротьби діадохів та епігонів головним театром бойових дій для єгипетських правителів було східне Середземномор'я, де вони вели боротьбу з Антигонідами за Фінікію, Кіпр та узбережжя Малої Азії. Втім, ще тоді Птолемей I здійснив перші спроби втручання у ситуацію в Егеїді. Так, в 315 р. до н. е. сюди було послідовно послано дві ескадри, одна з яких прибула у Саронічну затоку, а інша під командуванням Селевка певний час перебувала біля берегів Іонії. Тут він узяв в облогу місто Ерифри (на півострові Чешме навпроти Хіосу), проте про це довідався стратег Антигона Одноокого Птолемей, котрий вирушив швидкими переходами та змусив ворожі війська повернутись на кораблі. Невдовзі Селевка відізвали на Кіпр, оскільки сам Антигон розпочав у Фінікії, Кілікії та на Родосі загрозливу кораблебудівельну програму.

## Можливі надбання у Хремонідову війну

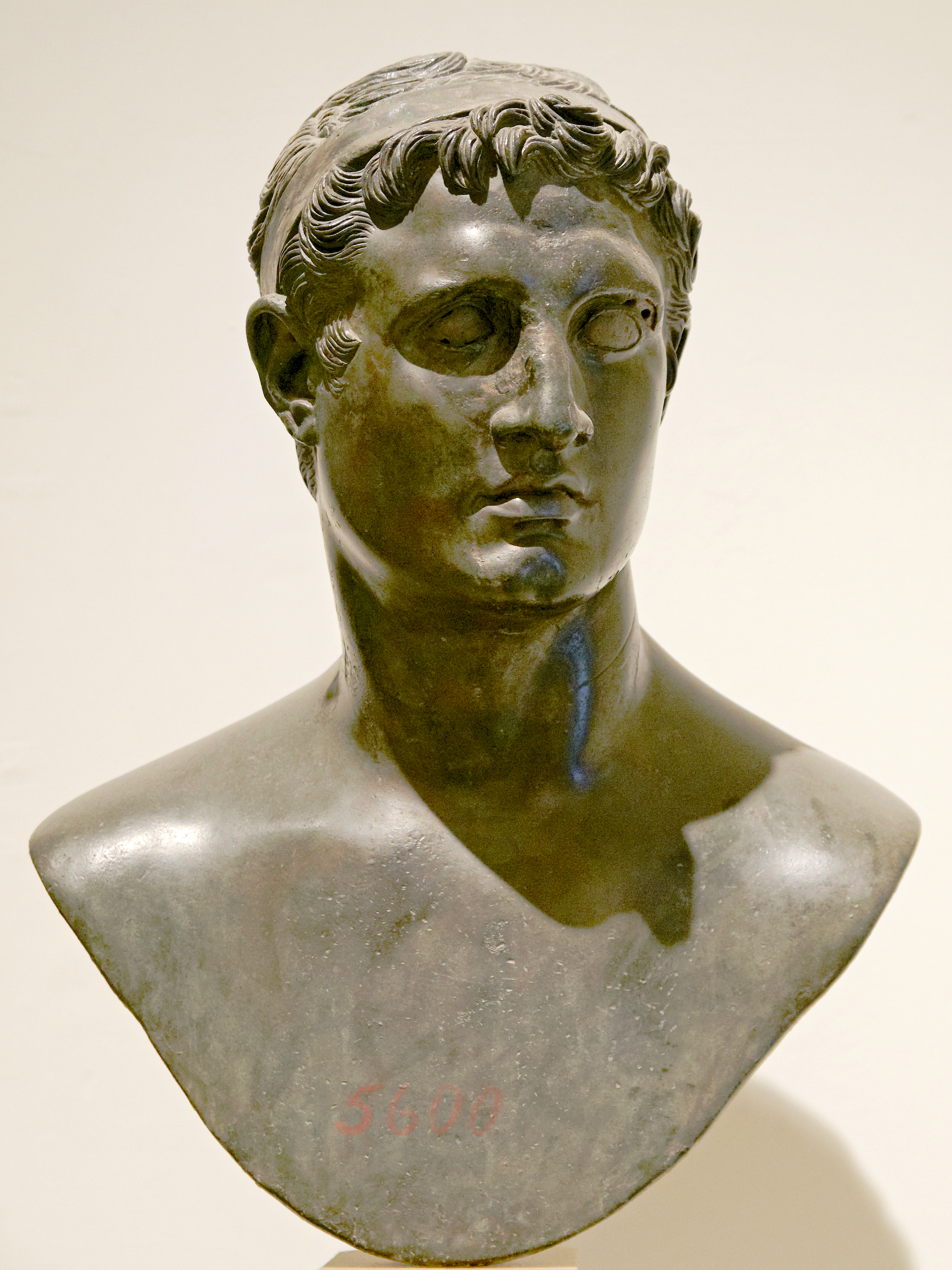
Птолемей II

Прямі свідчення надбання Птолемеями володінь у північно-східній Егеїді відсутні до 240-х років до н. е. Втім, є достатньо підстав вважати, що їх проникнення сюди почалось кількома десятиліттями раніше. Полібій у своєму творі зазначає, що попередники Птолемея IV володіли територіями аж до Геллеспонта, де їм належали Лісімахія (на півострові Фракійський Херсонес, котрий формує західну сторону протоки), а також кілька південнофракійських міст. Вживання слова попередник у множині в цьому випадку означає не менше двох правителів, тобто Птолемея III та Птолемея II. Стосовно останнього відомо, що він між 275 та 265 роками до н. е. висилав свою військову експедицію у Чорне море (де вона, втім, зазнала важкої поразки від галатських найманців понтійського царя). Таке втручання, ймовірно, відбулось для підтримки якогось із союзних єгипетському царю міст, котрих у регіоні було чимало: Птолемей мав дружні відносини із Сінопом; Візантій під час облоги сирійським царем отримав допомогу продовольством; у Гераклеї Понтійській його наступник Птолемей III збудував за свої кошти храм Геракла із проконнеського мармура;.

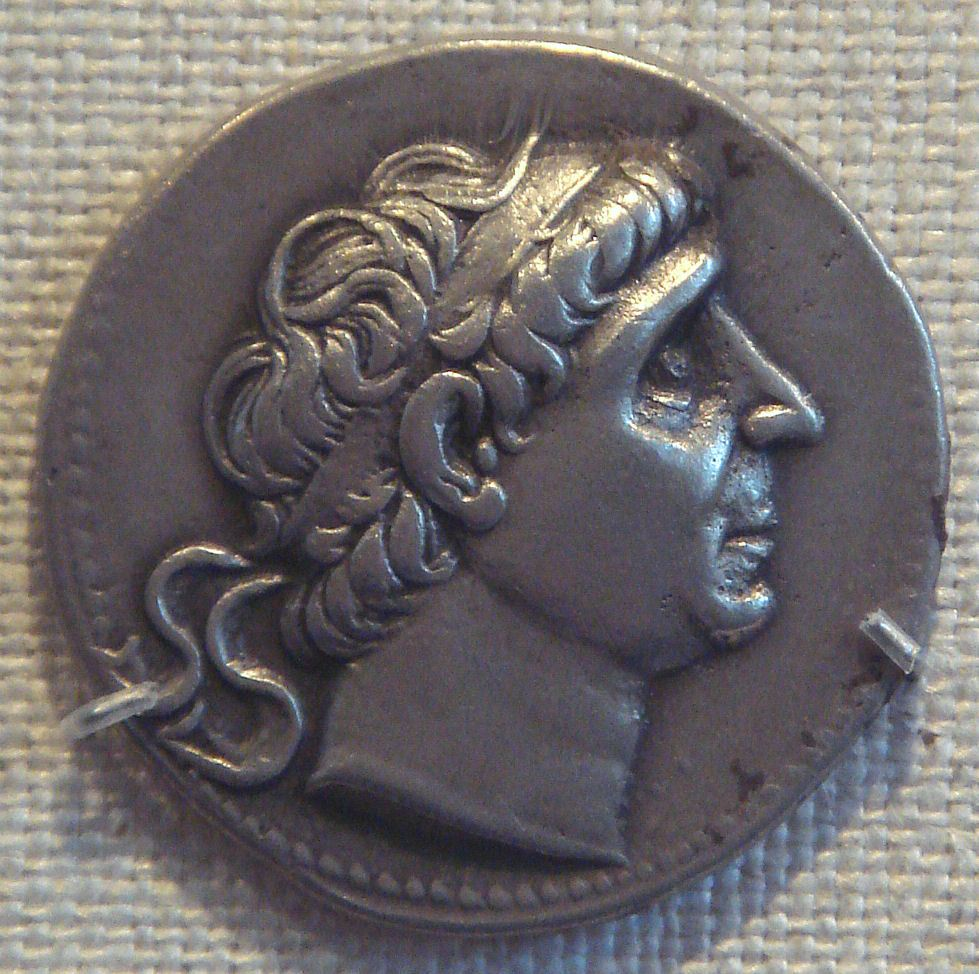
Антіох II

З іншого боку, відомо про активну діяльність Селевкіда Антіоха II в районі Пропонтиди, де він, зокрема, поставив під свій контроль Лісімахію, захопив південнофракійське місто Кіпсела (в долині Мариці за три з половиною десятки кілометрів від моря) та певний час загрожував Візантію. Враховуючи, що перша половина правління цього царя прийшлась на Другу Сирійську війну (260—253 рр. до н. е.) із Птолемеєм II, припускають, що фракійська кампанія Антіоха могла бути складовою частиною цього конфлікту.
Таким чином, проникнення Птолемея ІІ в регіон Пропонтиди підтверджується цілим рядом непрямих свідчень. В той же час, датування цієї активності можливе лише шляхом визначення відносно протяжного часового проміжку — десь після перемоги Антигона II Гоната над галатами біля Лісімахії у 277 р. до н. е. (котра дозволила відтіснити їх орди з цього регіону) та до початку Другої Сирійської війни у 260 р. до н. е. Не виключено, що це відбулось під час Хремонідової війни 267—262 рр. до н. е., в якій Птолемей надавав підтримку повсталим проти Антигона Гоната грецьким містам, а в Егеїді діяв його флот під командуванням Патрокла. Хоча основні бойові дії тоді зосередились біля Аттики та на Пелопоннесі, проте вони, без сумніву, заторкнули і східну Егеїду, що засвідчує напис із підконтрольного Птолемею іонійського Мілету з оповіддю про важкі части (а також обрання у цьому місті в період з 266/265 по 263/262 рр. до н. е. на посаду головного міського чиновника самого бога Аполлона, як найбільш відповідного ситуації). Можливо, саме тоді єгиптяни вирішили взяти під контроль південно-східну частину фракійського узбережжя, котра виходила до кордонів царства Антигона Гоната та дозволяла контролювати південну із чорноморських проток (північна знаходилась в руках союзників єгиптян). Також не виключено, що це було зроблено під приводом захисту прав прийомного сина Птолемея II Птолемея Епігона, батьком якого був елліністичний цар Лісімах, ядро володінь котрого тривалий час складала саме Фракія (де він і заснував згадану вище Лісімахію).

## Володіння Птолемея III на Геллеспонті

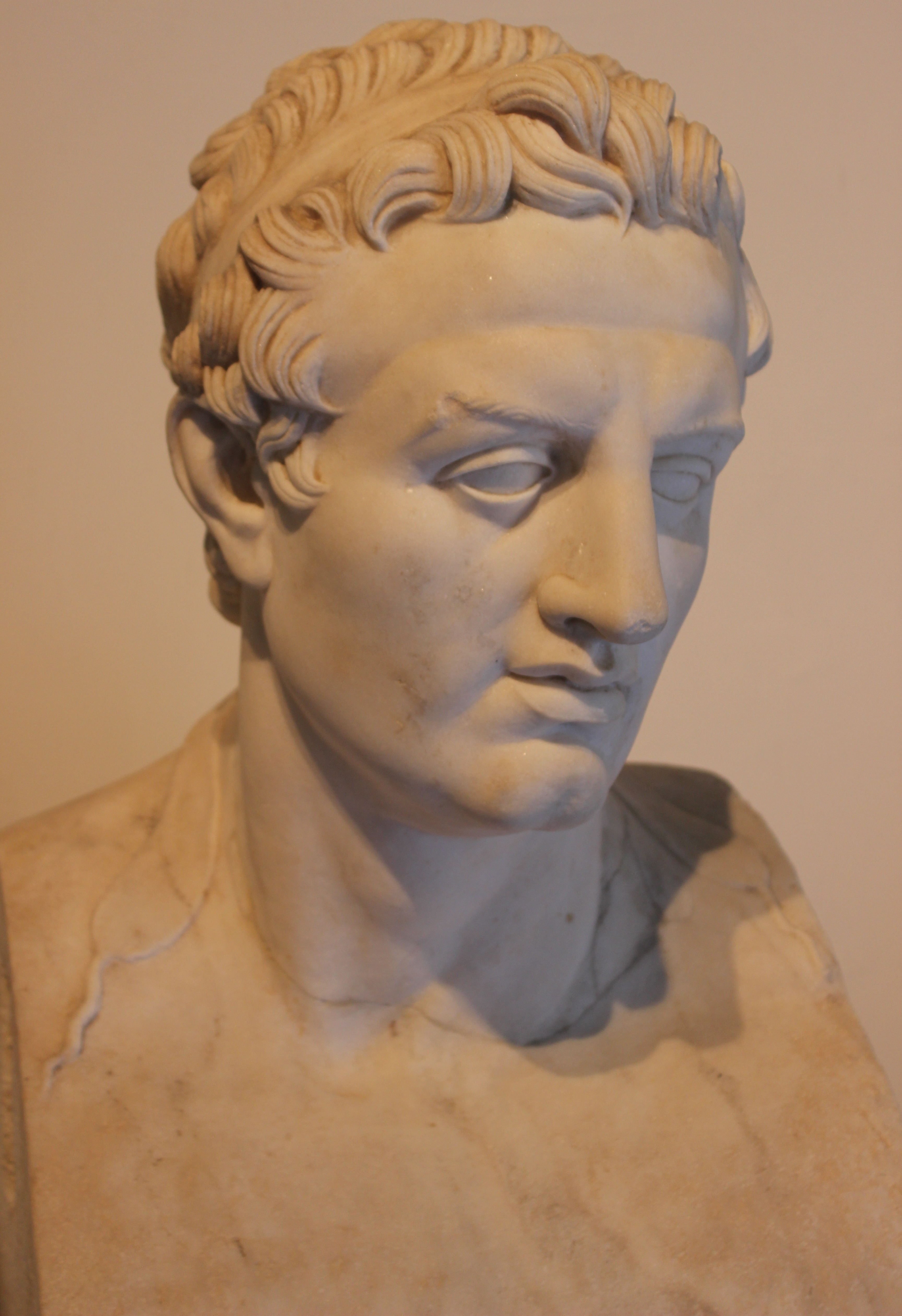
Птолемей III

Третя Сирійська війна 246—241 рр. до н. е. виявилась для Єгипта значно вдалішою, аніж попередня. Йому вдалось повернути своєму царству контроль над цілим рядом територій у Малій Азії та в районі Пропонтиди. Як зазначено вище, Полібій вказував на владу Птолемея III над Геллеспонтом, а також розташованими на егейському узбережжі Фракії містами Еном та Маронеєю (перше біля устя Мариці, а друге — на південний схід від Комотіні, майже навпроти острова Самофракія). Це підтверджується написом з Самофракії зі згадкою про лакедемонянина Гіппомедона, котрого цар Птолемей поставив стратегом над Геллеспонтом та фракійським узбережжям, а також ще однією епіграфічною пам'яткою із Маронеї, яка говорить про птолемеївського управителя міста Епінікія. Лісімахія ж, котра у 250-х роках почала карбувати монету Антіоха ІІ, припинила цю практику з 246 р. до н. е.
Єгиптяни також захопили певні опорні пункти на малоазійському узбережжі. Так, розташоване у Троаді за чотири десятки кілометрів на південь від входу до Геллеспонту місто Лариса було перейменоване у Птолемаїду. Також відомо про існування гарнізона Птолемея ІІІ у Антиссі на заході острова Лесбос (тобто дещо південніше від Троади). По іншу сторону Геллеспонта, у розташованому на південному узбережжі Мармурового моря Пріапосі, знайдено напис на честь птолемеєвського чиновника.

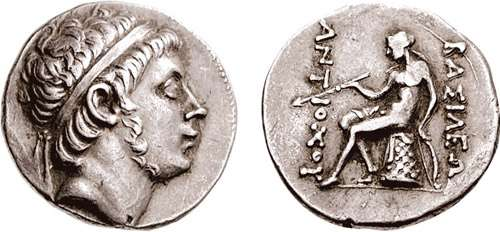
Антіох Гієракс

В подальшому, ще до наступного великого конфлікту з сирійським царством Селевкидів, Птолемей III отримав певні проблеми з боку представника цієї династії Антіоха Гієракса. Останній був молодшим братом царя Селевка II та, прийнявши так само царський титул, правив над володіннями у Малій Азії. Біля 230 р. до н. е. Лісімахія почала карбувати монету цього Антіоха, що засвідчує встановлення ним своєї влади над містом. Втім, вже за пару років по тому Гієракс зазнав кількох поразок від царя Пергама (місійське узбережжя Малої Азії неподалік згаданих вище Лесбосу і Троади) та вимушений був втікати. При цьому, як засвідчує текст Полібія, Птолемеї відновили свою владу над володіннями у Пропонтиді.  

## Втрата Єгиптом володінь на Геллеспонті

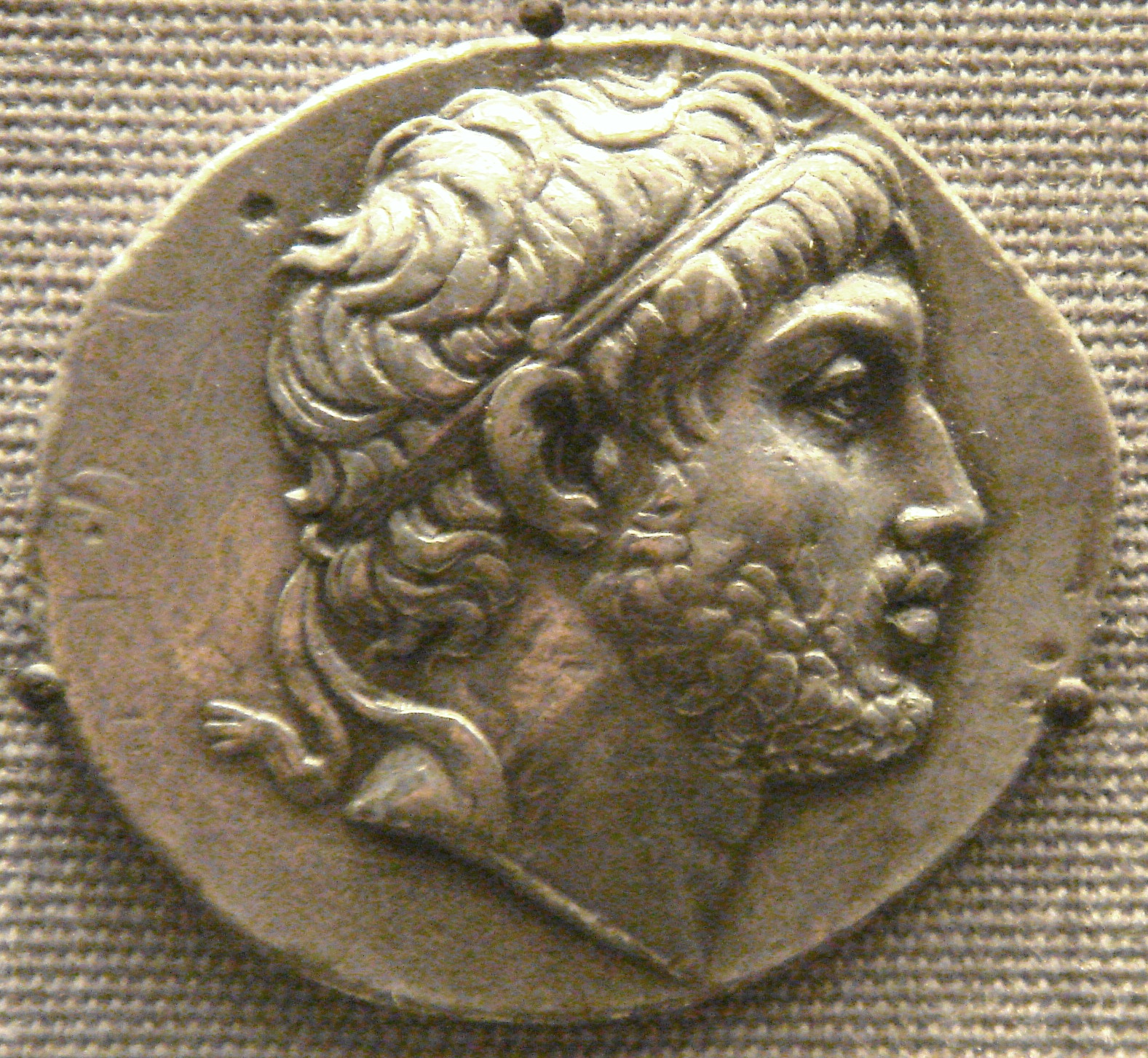
Філіпп V

Бойові дії наступної за часом Четвертої Сирійської війни (219—217 рр. до н. е.) виявились сконцентрованими на палестино-фінікійському театрі бойових дій, тоді як про якісь зіткнення в районі Пропонтиди нам невідомо. Цей конфлікт завершився для Селевкида Антіоха III поразкою, проте в кінці того ж століття він побачив можливість для реванша. В Єгипті у 204 р. до н. е. після смерті Птолемея IV царем став його п'ятирічний син Птолемей V. Тоді ж на півдні країни вибухнуло потужне повстання місцевого населення проти грецьких правителів. Цим вирішили скористатись Антіох III та македонський цар Філіпп V, котрі, за повідомленням Полібія, уклали між собою угоду з метою розділити заморські володіння Єгипта. З наступних дій кожного учасника угоди стає зрозуміло, що єгипетські володіння у районі Пропонтиди (а також щонайменше Самос) сирійський цар згодився відступити Філіппу, оскільки для нього головною ціллю були Фінікія та Палестина.
В наступній П'ятій Сирійській війні (202—198 рр. до н. е.) Антіох наніс Єгипту важку поразку та захопив усі бажані володіння на східному узбережжі Середземного моря. В цих умовах його македонський союзник діяв не зустрічаючи перешкод з боку держави Птолемеїв (Критська війна). Мешканці Лісімахії, котрі не могли розраховувати на допомогу з Єгипта для захисту від Філіппа, зголосились вступити до Етолійського союза. Втім, наявність представника останнього не завадила македонському царю ввести у місто свій гарнізон (202 р. до н. е.) та укласти з Лісімахією угоду про умови її перебування під його владою (для розташованого на східному узбережжі Пропонтиди міста Кий, котре також вступило до Етолійського союзу, все завершилось значно гірше — усі його мешканці були продані Філіппом до рабства). А в 200 р. до н. е., повернувшись після невдалого походу до Малої азії, Філіпп V вирішив зміцнити свої позиції в районі Пропонтили та перш за все він звернувся проти птолемеєвських територій у південній Фракії. Тут з першого приступу македонцям вдалось захопити Маронею, тоді як Ен довелося довго облягати. Нарешті, це місто вдалось захопити завдяки зраді поставленого Птолемеями префекта.